# 瓦爾卡瓦爾卡火山

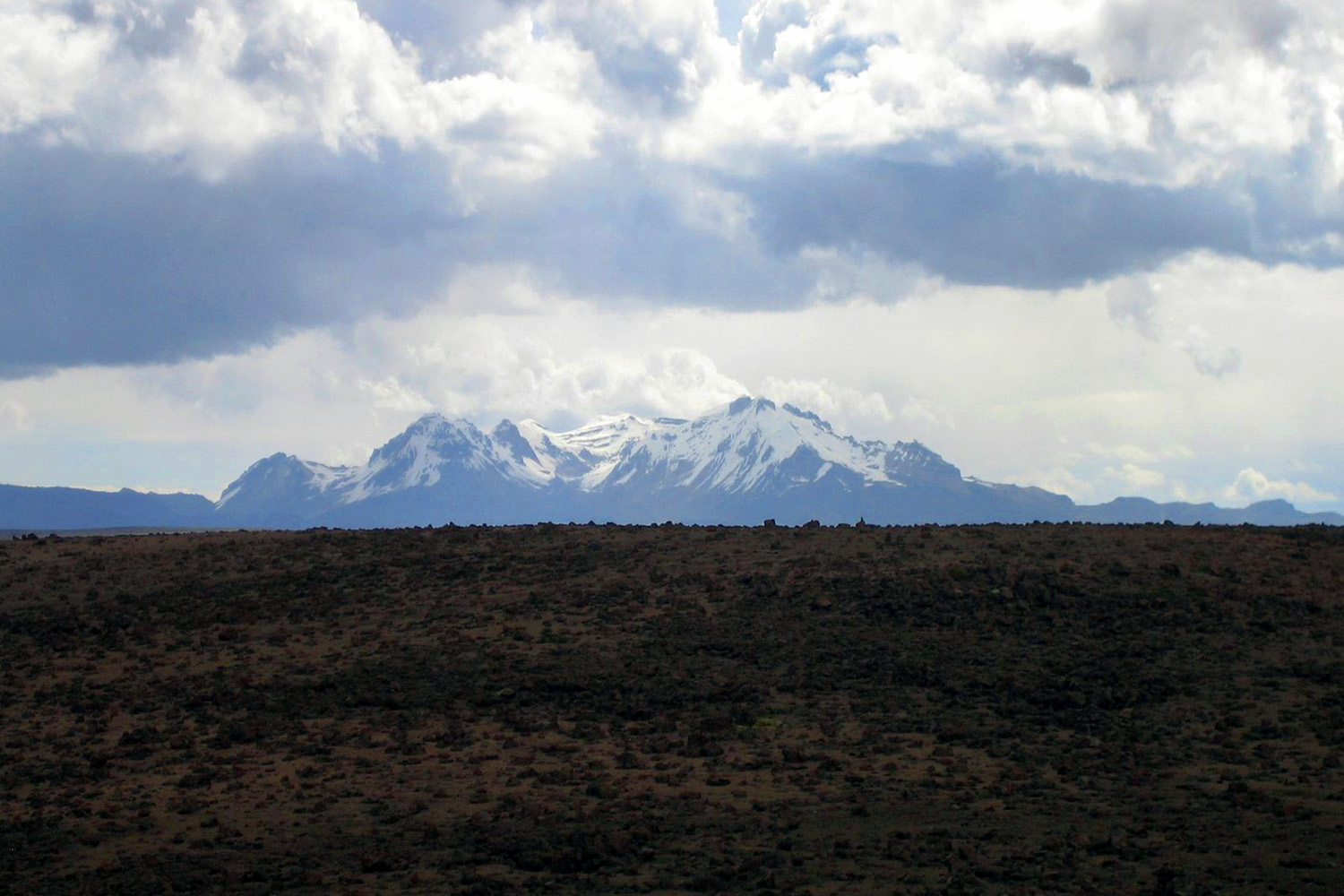

瓦爾卡瓦爾卡火山是秘魯的火山，位於該國南部，距離阿雷基帕約110公里，屬於安第斯山脈的一部分，由阿雷基帕大區負責管轄，海拔高度6,025米。